# Megaman, el ciberguerrer
Megaman, el ciberguerrer (ロックマンエグゼ, Rokkuman Eguze) és un anime i un manga japonès basat en el videojoc de Capcom, Megaman Battle Network, part de la franquícia de Mega Man.
El manga va ser escrit per Ryo Takamisaki i es va publicar a la CoroCoro Comic de l'editorial Shogakukan del 2001 al 2006. L'anime va ser produït per Xebec, Nihon Ad Systems i TV Tokyo. Està format per cinc temporades, emeses entre el març del 2002 i el setembre del 2006. L'anime es va estrenar al K3 el 18 d'octubre de 2006 i se'n van emetre 2 temporades doblades al català.
Malgrat els elements comuns, les històries del joc, l'anime i les versions de manga de la sèrie Battle Network divergeixen molt entre si.

## Argument
En Lan Hikari té un ordinador de butxaca que el permet entrar en un món virtual i combatre amb el seu ciberguerrer o NetNavi: en Megaman. Hauran de treballar en equip amb els seus amics i els respectius NetNavis per fer front al malvat senyor Wily i les forces del mal, els Tres Mundials, i per alliberar la societat del crim i la confusió.

## Continguts relacionats

### Anime
L'anime es va emetre per primera vegada a TV Tokyo el 4 de març de 2002. Va tenir cinc temporades: EXE, Axess, Stream, Beast i Beast+. En total, les cinc temporades consten de 209 episodis. També va tenir una pel·lícula anomenada Gekijōban Rockman Exe Hikari to yami no puroguramu. L'anime es va estrenar al K3 el 18 d'octubre de 2006 i se'n van emetre 2 temporades doblades al català.
La versió anglesa de Megaman, el ciberguerrer es va editar per americanitzar la sèrie i censurar-la. Entre les edicions més notables que s'hi van fer, van ser l'eliminació de paraules com ara "foc", "bomba" i "napalm", que es pensava que eren inadequades per als espectadors més joves (especialment després dels fets de l'11 de setembre). Com a resultat, els noms de FireMan, ColorMan, BombMan i NapalmMan també van canviar. Altres inconsistències entre el joc anglès i l'anime van ser els canvis de noms que s'hi van fer per similituds de nom amb els superherois americans. Per exemple, el nom d'AquaMan es va canviar a SpoutMan a l'anime anglès per evitar confusions amb el superheroi de DC Comics del mateix nom. A més, es van esborronar les espases i les escenes d'en Megaman apuntant el seu canó a pantalla s'eliminen.
En la versió catalana aquests canvis també es poden veure perquè la sèrie va arribar mitjançant una distribuïdora la qual ja els havia dut a terme.
| Personatge    | Veu en japonès       | Veu en català         |
| ------------- | -------------------- | --------------------- |
| Lan Hikari    | Kumiko Higa          | Albert Trifol Segarra |
| Maylu Sakurai | Kaori Mizuhashi      | Núria Trifol          |
| Yai Ayano     | Hinako Kanamaru      | Roser Vilches         |
| Dex Oyama     | Yuusuke Numata       | Manel Gimeno          |
| Chaud Blaze   | Mitsuki Saiga        | Pep Papell            |
| Megaman       | Akiko Kimura         | Àlex de Porrata       |
| Roll          | Masako Jo            | Meritxell Ané         |
| Gutsman       | Yoshimitsu Shimoyama | Francesc Belda        |
| Glyde         | Yasuhiko Kawazu      | Antoni Forteza        |
| Protoman      | Masayaka Matsukaze   | Manel Gimeno          |
| Maysa         | Jin Horikawa         | Joan Pera             |
| Haruka Hikari | Masako Jou           | Roser Aldabó          |
| Senyor Wily   | Katsumi Jou          | Amadeu Aguado         |
| Comte Zap     | Kenta Miyake         | Francesc Belda        |
| Senyor Match  | Katsuyuki Konishi    | Albert Roig           |
| Maddy         | Junko Noda           | Marta Estrada         |

### Manga
El manga de Megaman, el ciberguerrer va ser escrit i il·lustrat per Ryo Takamisaki i publicat a la revista CoroCoro Comic de l'editorial Shogakukan. Se'n van publicar un total de 13 tankōbon al Japó des del juliol de 2001 fins al novembre de 2006.

## Rebuda
Megaman, el ciberguerrer va tenir popularitat entre el públic japonès. Segons una mostra d'espectadors realitzada a la regió de Kanto per Video Research, l'anime va atreure una mitjana del 4,5% i un màxim del 5,9% de les llars durant el darrer any de la seva emissió original.